# 托雷韦基亚-泰阿蒂纳
托雷韦基亚-泰阿蒂纳（義大利語：Torrevecchia Teatina），是意大利基耶蒂省的一个市镇。总面积14.6平方公里，人口4077人，人口密度279.2人/平方公里（2009年）。ISTAT代码为069094。